# アサシンブレード
アサシンブレード（英: Hidden Blade）は、ユービーアイソフトモントリオールスタジオのコンピューターゲームであるアサシン クリードシリーズに登場する架空の暗器。

## 特徴
小型の剣が籠手に収められた形状をしており、使用者が腕を動かすことで剣を出し入れできる。アルタイルが使用していた頃は左手小指に掛けたリングを引く事で連動し剣が飛び出す構造となっていた。しかし構造上他の指が剣の利用を妨げる為、アルタイルを始めとするアサシンブレードの使用者は左手薬指を切除して使用している。
後に、アルタイルの残した写本を基にレオナルド・ダ・ヴィンチが再現したアサシンブレードは、アルタイルと彼の親友マリクが考案し、指を切除する必要がないように手の甲でスイッチを押すことで剣が飛び出すように改良されたもので、左右両手に装備したタイプ（ダブルブレード）・ブレード内に毒物を仕込む事ができるタイプ（ポイズンブレード）・ブレードにピストルを内蔵したタイプも存在した。
『アサシン クリード リベレーション』ではフック部分が付いた「フックブレード」が登場し、フックを使った様々なアクションが行える。
『アサシン クリード III レディ リバティ』では、作中に主人公のアヴリーンがナイフやバックル、板切れなどを利用して自作する場面がある。
『アサシン クリード オリジンズ』では、アサシン教団の基礎を作り上げたとされる主人公のバエクが五本指で使用したことから薬指を切除する必要が無かったことが窺える（ただし初めて装備した際に、薬指を気にする描写がある）。しかし、ある人物の暗殺で組み合いになり剣を飛び出した際に左薬指を欠損している。
『アサシン クリード　オデッセイ』では、DLCにおいて
ダリウスがクセルクセス1世を暗殺する際に使用。
ダリウスの用いたアサシンブレードは手の甲に装着するようになっていた為、後年のアサシン達の様に薬指の欠損を招くような事は無かった。恐らく、オリジンズの主人公バエクの時から手首の側にアサシンブレードが装着され始めたと考えられる。
『アサシン クリード ヴァルハラ』では、主人公のエイヴォルが兄シグルドが連れ帰ったアサシンのバシムから、受けとる形で使用。この時もオデッセイのダリウス同様手の甲に装着している。
アサシンブレードはアサシンの象徴的武器であり、記録の残っている最も古い使用はクセルクセス1世の暗殺に用いられた紀元前465年である。